# Gary Ridgway
Gary Leon Ridgway (sinh ngày 18 tháng 2 năm 1949) là một kẻ giết người hàng loạt người Mỹ, được mệnh danh là Sát nhân Sông Xanh (Green River Killer). Ban đầu hắn bị kết án là thủ phạm của 48 vụ giết người riêng biệt. Sau này Ridgway thú nhận đã gây ra tội ác với con số gần gấp đôi. Trong quá trình luận tội, một vụ án nữa được thêm vào, nâng tổng số vụ án lên 49. Ridgway sát hại nhiều phụ nữ và các cô gái trẻ ở tiểu bang Washington trong thập niên 1980 và 1990. Phần lớn nạn nhân được cho là gái điếm. Giới thông tấn đặt biệt danh cho hắn như trên vì thi thể của năm nạn nhân đầu tiên được tìm thấy ở sông Green, khi chưa xác minh được danh tính của kẻ giết người. Hắn bóp cổ các phụ nữ, thường bằng tay không nhưng đôi khi cũng dùng dây thắt cổ. Sau khi xiết cổ họ đến chết, hắn thường vứt xác nạn nhân ở những khu vực có rừng hoặc cây cối um tùm ở quận King, thỉnh thoảng còn quay lại để giao cấu với xác chết.
Vào ngày 30 tháng 11 năm 2001, khi vừa rời nơi làm là nhà máy sản xuất xe tải Kenworth ở Renton, Ridgway bị bắt vì vì tội giết bốn phụ nữ với các bằng chứng DNA. Trong quá trình xét xử, Ridgway đã thỏa thuận với tòa để khai nhận thêm nơi giấu xác của những phụ nữ vẫn còn mất tích, do đó được thoát án tử hình và nhận án chung thân không ân xá.